# Talgat Nigmatulin
Talgat Nigmatulin (en russe : Талга́т Кады́рович Нигмату́лин, en tatar : Tälğät Qadıyr ulı Niğmätulin), né le 5 mars 1949 à Kyzyl-Kiya dans la RSS kirghize et mort assassiné le 11 février 1985 à Vilnius dans la RSS de Lituanie, est un acteur de cinéma soviétique.

## Biographie
Talgat Nigmatulin perd son père à l'âge de deux ans. Sa mère le place dans un foyer pour mineurs. À la fin de ses études secondaires, il part pour Moscou passer le concours d'entrée de l'Institut national de la cinématographie (VGIK), mais se voit recalé. Il refuse de quitter la capitale et entre alors dans une école de cirque. Pendant ses études il se passionne pour les arts martiaux et tout particulièrement pour le karaté. Entre-temps, en 1967, il obtient un petit rôle dans La Ballade du Commissaire d'Aleksandr Sourine adapté d'après les œuvres de Vsevolod Ivanov à Mosfilm.
Diplômé de VGIK en 1971, Talgat Nigmatulin devient acteur des studios Uzbekfilm. Parallèlement il écrit les nouvelles et les poésies. Il est l'auteur entre autres de la chanson Les bouleaux russes souvent interprétée par le chanteur ukrainien Vasyl Zinkevych. Il suit ensuite une formation de scénariste et réalisateur auprès de Vytautas Žalakevičius en 1978.
C'est grâce à son camarade d'études et ami Nikolaï Eremenko que Nigmatulin obtient le rôle dans le premier film d'action soviétique Pirates du XXe siècle réalisé par Boris Dourov à Gorki Film Studio. Dans cette histoire de prise d'otage en mer, Nigmatulin tient le rôle de pirate qui perd face au marin soviétique modèle joué par Eremenko, mais il produit une forte impression malgré le manichéisme manifeste du sujet. Les nombreuses scènes de combat de karaté sont interprétées par Nigmatulin et Eremenko sans recours à des cascadeurs. Après les Pirates du XXe siècle Nigmatulin devient l'un des jeunes acteurs les plus populaires du cinéma soviétique. Le film détient la 1re place par le nombre de spectateurs (90 millions) à sa sortie en 1980. L'année suivante, il tient le rôle de Joe l'Indien dans Les Aventures de Tom Sawyer et Huckleberry Finn de Stanislav Govoroukhine. Plusieurs autres films suivront, mais parmi eux un seul offrira à Nigmatulin le rôle principal - le drame criminel Trou de loup de Bolotbek Chamchiev en 1983.
Au début des années 1980, Talgat Nigmatulin se fait enrôler dans une secte dirigée par certains Abaï Borubaev et Mirza Kymbatbaev, appelée La Quatrième Voie,. Les deux gourous apparaissent dans le court-métrage Écho (10 minutes) réalisé par Nigmatulin en 1981. Dans la nuit du 10 au 11 février 1985, dans un appartement d'un immeuble, rue Lenine à Vilnius où habite un certain Andrius Kalinauskas, un artiste peintre, l'acteur est battu à coups de poing et à coups de pied par plusieurs disciples de Borubaev et Kymbatbaev. Il meurt de ses blessures dans la journée du 11 février 1985. Selon une version, Nigmatulin a été puni pour avoir refusé d'extorquer de l'argent aux personnes qui auraient cherché à se dégager de l'emprise de la secte. Dans son livre Étoiles fusillées (Расстрелянные звезды, Litres, 2017) le journaliste russe Fiodor Razzakov (ru) évoque une version selon laquelle Nigmatulin aurait été tué pour une dette d'argent liée à des stupéfiants. Selon une autre version, l'acteur a été tué pour avoir adopté la religion orthodoxe. La tombe de Talgat Nigmatulin se trouve dans un cimetière de Tachkent.

## Filmographie partielle
- 1971 : Nuit sur le 14e parallèle (Ночь на 14-й параллели) de Vladimir Chredel : Sitong
- 1972 : La Septième Balle (en) (Седьмая пуля) de Ali Khamraev : Ismael
- 1976 : Le Dit de Siyāvash (ru) (Сказание о Сиявуше) de Boris Kimiagarov : Tulan
- 1977 : Armé et très dangereux (Вооружён и очень опасен) de Vladimir Weinstock : Joyce
- 1979 : Pirates du XXe siècle (Пираты XX века) de Boris Dourov : Salekh
- 1981 : Les Aventures de Tom Sawyer et Huckleberry Finn (Приключения Тома Сойера и Гекльберри Финна) de Stanislav Govoroukhine : Joe l'Indien
- 1983 : Trou de loup (Волчья яма) de Bolotbek Chamchiev : Samat Kossymov
- 1985 : Confrontation (Противостояние) de Semion Aranovitch : Ourazbaïev, capitaine de la criminelle à Kokand